# 文筆站
文筆站（韓語：문필역）是朝鮮民主主義人民共和國咸鏡南道水洞郡的一個鐵路車站，属于平罗线。

## 邻近车站
平罗线
土嶺站 - 文筆站 - 城内站